# 尖吻擬唇魚
尖吻擬唇魚又稱八帶擬唇魚，為輻鰭魚綱鱸形目隆頭魚亞目隆頭魚科的其中一種，分布於西印度洋的留尼旺及模里西斯海域，棲息深度15-37公尺，體長可達7.8公分，棲息在珊瑚生長的礁石區，生活習性不明。

## 擴展閱讀
維基物種上的相關：尖吻擬唇魚